# Cuisance
Die Cuisance ist ein Fluss in Frankreich, der im Département Jura in der Region Bourgogne-Franche-Comté verläuft. Der Fluss ist rund 32 Kilometer lang und entwässert generell in nordwestlicher Richtung.

## Geographie

### Verlauf

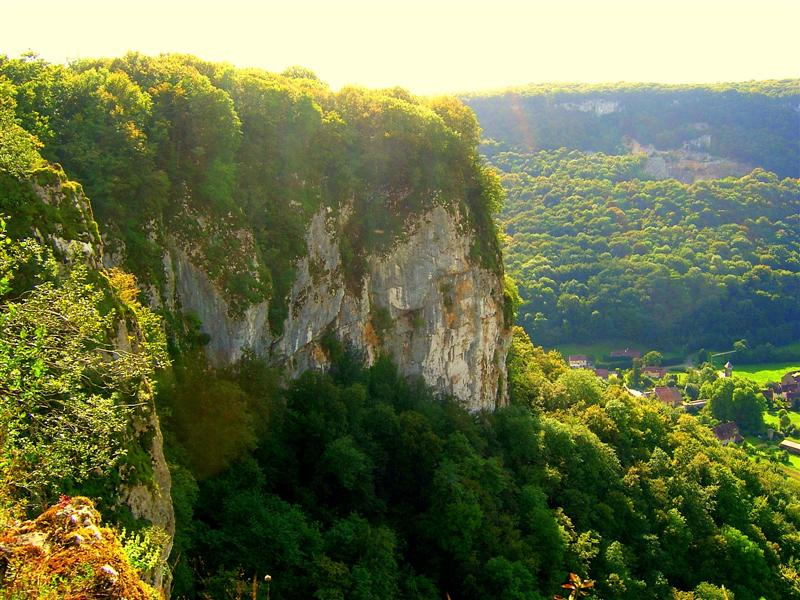
Quellgebiet der Cuisance

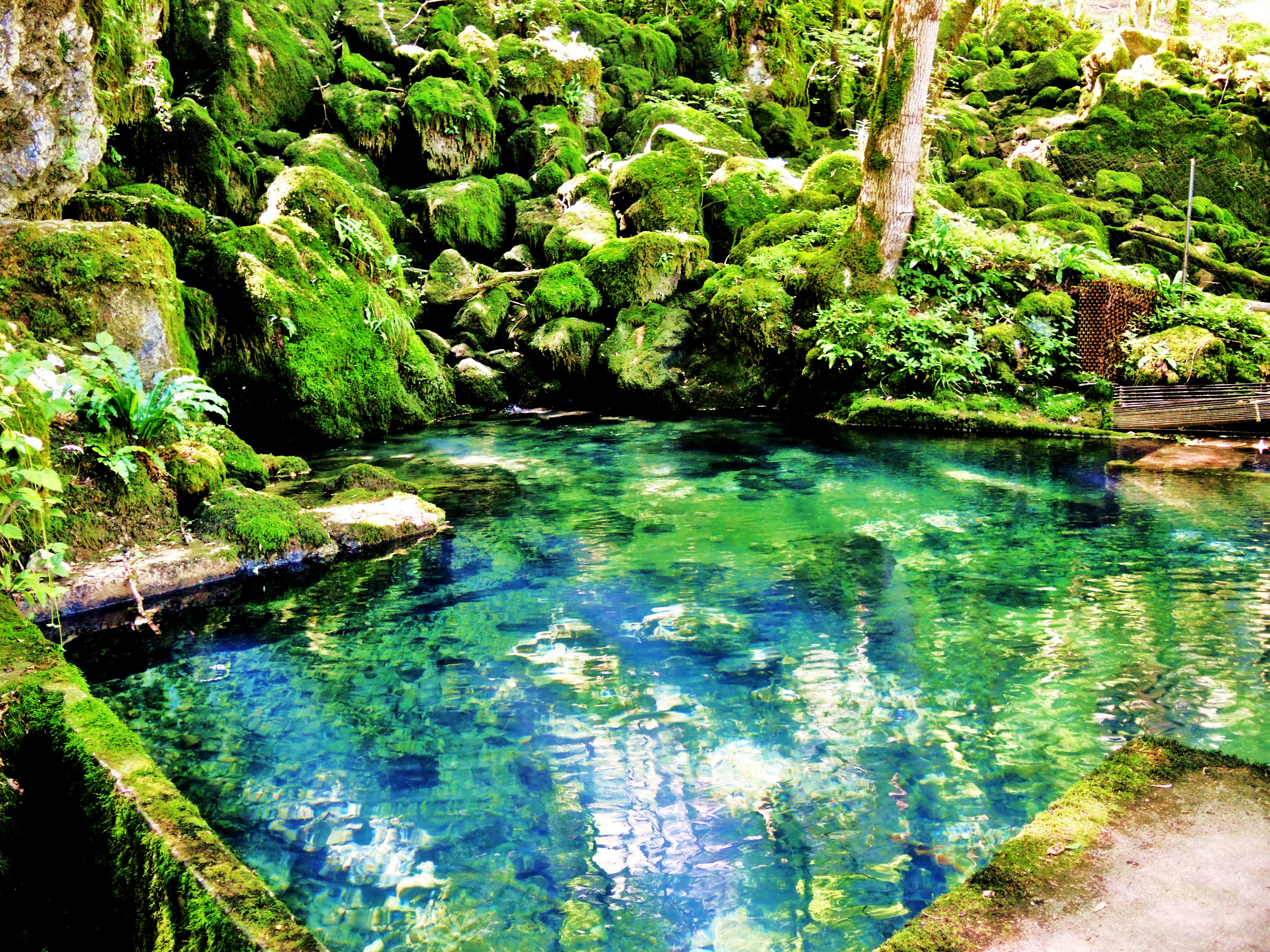
Petite Source de la Cuisance

Die Cuisance hat zwei kurze Quellbäche, die in der Landschaft Reculée des Planches im Gemeindegebiet von Les Planches-près-Arbois entspringen und sich in der Ortschaft vereinigen. Die beiden Karstquellen Grande Source de la Cuisance (deutsch: Große Quelle der Cuisance, auch östliche Quelle genannt) und Petite Source de la Cuisance (deutsch: Kleine Quelle der Cuisance, auch südliche Quelle genannt) befinden sich im imposanten Felsentalschluss Cirque du Fer à Cheval (deutsch: Hufeisenkessel). Das Einzugsgebiet der Quellen ist der verkarstete, bewaldete Plateaubereich.
Die Kleine Cuisance ist 1,7 km lang und entspringt südlich von Les Planches-près-Arbois am unteren Rand des Hufeisenkessels in einem Naturwaldreservat. Ihr nach Nordwesten bis Norden verlaufendes Bachbett ist unterhalb der Quelle durch große Vorkommen von Sinterstufen aus Tuffsteinen gezeichnet, die auch den markanten Wasserfall Cascade des Tufs bilden.
Die 750 m lange Große Cuisance entspringt östlich des Dorfes der Quellhöhle Grotte des Planches direkt aus einer hohen Felswand. Sie vereinigt sich in der Ortschaft mit der aus Richtung Süden kommenden Kleinen Cuisance.
Nach dem Zusammenfluss der Quellbäche mäandriert die Cuisance mit geringem Gefälle Richtung Nordwesten und überwindet zwischen Mesnay und Arbois einige Stromschnellen. Im Gemeindegebiet von Souvans mündet die Cuisance als linker Nebenfluss in die Loue.

### Zuflüsse
- Ruisseau du Grand Mont (rechts)
- Gravier (links)
- Ruisseau Javel (rechts)
- Ruisseau d'Orgevaux (links)
- Glanon (links)
- Ruisseau des Prés Champonnet (links)
- Bief Magnin (links)
- Bief Bouchot (links)
- Verine (links)
- Vieille (rechts)
- Bief Roselet (links)

### Orte am Fluss
- Les Planches-près-Arbois
- Mesnay
- Arbois
- Villette-lès-Arbois
- Vaudrey
- Mont-sous-Vaudrey

## Sehenswürdigkeiten
- Grotte des Planches, Quellhöhle beim Austritt der Grande Source de la Cuisance
- Cascade des Tufs, Wasserfall beim Quellbach Petite Source de la Cuisance